# Curva del diablo

Curvas del diablo con variando desde 0 (rojo) a 1 (azul) y b = 1.

Se llama curva del diablo o del diábolo a la cuártica siguiente en cartesianas:
{\displaystyle y^{4}-x^{4}-96a^{2}y^{2}+100a^{2}x^{2}=0}
En polares:
{\displaystyle \rho ^{2}=90a^{2}+4a^{2}{\frac {cos^{2}\omega }{cos(2\omega )}}}
En la figura, las asíntotas están marcadas en rojo, y tienen las direcciones {\displaystyle \omega =\pm {\frac {\pi }{4}}}, que no dependen de a.
Las ramas laterales cortan el eje X en los puntos (10a,0) y (-10a,0)